# Церковь Святейшего Сердца Иисуса (Монтевидео)
Церковь Святейшего Сердца Иисуса Христа (исп. Santuario Nacional del Sagrado Corazón de Jesús) — католическая церковь в городе Монтевидео, Уругвай. Церковь является центром паломничества уругвайских католиков. Храм располагается на холме Серрито-де-ла-Виктория. Национальный исторический памятник Уругвая.

## История
В 1902 году архиепископ Монтевидео Мариано Солер купил участок земли для строительства нового храма. В 1919 году состоялось освящение краеугольного камня. В 1921 году Общество архитекторов Уругвая провело несколько конкурсов проектных работ. В результате конкурсов был выбран проект итальянского священника из ордена салезианцев архитектора Эрнесто Веспиньяни.
Строительство храма началось в 1926 году и закончилось в 1938 году.
В 1975 года церковь Святейшего Сердца Иисуса была внесена в список национальных исторических памятников Уругвая.